# Ross Elliott
Ross Elliott (18 de junio de 1917 – 12 de agosto de 1999) fue un actor teatral, cinematográfico y televisivo de nacionalidad estadounidense. Empezó su carrera de actor trabajando en el Mercury Theatre, donde formó parte del reparto del famoso programa radiofónico de Orson Welles La guerra de los mundos. 

## Biografía
Nacido en El Bronx, Nueva York, su verdadero nombre era Elliott Blum. En sus inicios actuó en la high school y en producciones veraniegas y, durante su estancia en el City College of New York, formó parte de la sociedad dramática de la entidad. Estas actividades le dirigieron hacia la interpretación en lugar de cursar estudios de derecho.
Elliott ingresó en el Ejército de los Estados Unidos el 4 de agosto de 1941, pasando buena parte de su tiempo en filas participando en giras de espectáculos de entretenimiento.
Como actor teatral, Elliott participó en el circuito de Broadway, Nueva York, en obras como The Shoemaker's Holiday (1938), Danton's Tod (1938), Morning Star (1940), This Is the Army (1942), y Apple of His Eye (1946).
A lo largo de su carrera, Elliott actuó en más de 100 programas televisivos. Entre los shows en los que más interpretaciones llevó a cabo figuran The Blue Angels (1960–1961, con Dennis Cross y Don Gordon), El virginiano, The Life and Legend of Wyatt Earp, y Sam Benedict.
Ross Elliott falleció en Los Ángeles, California, en 1999, a causa de un cáncer. Sus restos fueron incinerados.

## Selección de su filmografía

### Cine
- 1943 : This Is the Army, de Michael Curtiz
- 1947 : The Burning Cross, de Walter Colmes
- 1948 : Angel on the Amazon, de John H. Auer
- 1949 : Streets of San Francisco, de George Blair
- 1949 : Chinatown at Midnight, de Seymour Friedman
- 1949 : The Crooked Way, de Robert Florey
- 1950 : Tyrant of the Sea, de Lew Landers
- 1950 : Dynamite Pass, de Lew Landers
- 1950 : Cody of the Pony Express, de Spencer Gordon Bennet
- 1950 : Woman on the Run, de Norman Foster
- 1951 : I Can Get It for You Wholesale de Michael Gordon
- 1951 : Hot Lead, de Stuart Gilmore
- 1951 : Desert of Lost Men, de Harry Keller
- 1951 : Chicago Calling, de John Reinhardt
- 1953 : Problem Girls, de Ewald André Dupont
- 1953 : The Beast from 20,000 Fathoms, de Eugène Lourié
- 1953 : Tumbleweed, de Nathan Juran
- 1954 : Ma and Pa Kettle at Home, de Charles Lamont
- 1954 : Massacre Canyon, de Fred F. Sears
- 1955 : African Manhunt, de Seymour Friedman
- 1955 : Carolina Cannonball, de Charles Lamont
- 1955 : Women's Prison, de Lewis Seiler
- 1955 : The Toughest Man Alive, de Sidney Salkow
- 1955 : ¡Tarántula!, de Jack Arnold
- 1956 : Indestructible Man, de Jack Pollexfen
- 1956 : D-Day the Sixth of June, de Henry Koster
- 1957 : Chain of Evidence, de Paul Landres
- 1958 : As Young as We Are, de Bernard Girard
- 1958 : Monster on the Campus, de Jack Arnold
- 1961 : Tammy Tell Me True, de Harry Keller
- 1963 : The Crawling Hand, de Herbert L. Strock
- 1964 : Los impetuosos, de Jack Arnold
- 1965 : Wild Seed, de Brian G. Hutton
- 1968 : Las pistolas del infierno, de Jerry Thorpe
- 1970 : Kelly's Heroes, de Brian G. Hutton
- 1972 : Skyjacked, de John Guillermin
- 1974 : Act of Vengeance, de Bob Kelljan
- 1974 : The Towering Inferno, de John Guillermin y Irwin Allen
- 1976 : Gable and Lombard, de Sidney J. Furie
- 1978 : Mr. Too Little, de Stuart E. McGowan
- 1986 : Scorpion, de William Riead

### Televisión

#### Series
- 1950 : Fireside Theatre : Hope Chest (temporada 3 episodio 8)
- 1951 : Racket Squad : The Knockout (temporada 2 episodio 17)
- 1951 : The Living Christ Series
- 1951 : Gruen Guild Playhouse : Hit and Run (temporada 1 episodio 3)
- 1952 : Gruen Guild Playhouse : Counterplot (temporada 2 episodio 6)
- 1952 : Sky King : Speak No Evil (temporada 1 episodio 12)
- 1952 : The Lone Ranger : Word of Honor (temporada 3 episodio 12)
- 1952 : The Ford Television Theatre : So Many Things Happen (temporada 1 episodio 12)
- 1952 : Yo Amo a Lucy : Lucy Does a TV Commercial (temporada 1 episodio 30)
- 1953 : The Lone Ranger : Sinner by Proxy (temporada 3 episodio 26)
- 1953 : I Married Joan : Business Executive (temporada 1 episodio 38)
- 1953 : Your Favorite story : The Postmistress (temporada 1 episodio 26)
- 1953 : City detective : Handcuffs (temporada 1 episodio 14)
- 1954 : The Ford Television Theatre : Mantrap (temporada 2 episodio 18)
- 1954 : Mr. & Mrs. North : Loon Lake (temporada 2 episodio 4)
- 1954 : Public Defender : The Clown (temporada 1 episodio 6)
- 1954 : Waterfront : Shipper, Beware (temporada 2 episodio 8)
- 1954 : Fireside Theatre : Crusade Without Conscience (temporada 7 episodio 1)
- 1954 : Fireside Theatre : Lost Perspective (temporada 7 episodio 10)
- 1954 : The Pepsi-Cola Playhouse : The Woman on the Bus (temporada 2 episodio 11)
- 1954 : City detective : Midnight Supper (temporada 2 episodio 4)
- 1954 : Four Star Playhouse : A Championship Affair (temporada 3 episodio 12)
- 1954 : Schlitz Playhouse of Stars : Little War at San Dede (temporada 3 episodio 39)
- 1954 : The George Burns and Gracie Allen Show : Dolores De Marco, George's Ex-Vaudeville Partner (temporada 4 episodio 29)
- 1954 : The George Burns and Gracie Allen Show : Mortons Exchange Houses with the Gibsons from New York (temporada 4 episodio 39)
- 1954 : The George Burns and Gracie Allen Show : George Invites Critics to Watch First Show of Season (temporada 5 episodio 1)
- 1954 : Cavalcade of America : Crazy Judah (temporada 2 episodio 25)
- 1954 : Cavalcade of America : A Man's Home (temporada 3 episodio 10)
- 1954 : General Electric Theater : That Other Sunlight (temporada 2 episodio 17)
- 1954 : Letter to Loretta : On Your Honor, Your Honor (temporada 2 episodio 8)
- 1955 : The Pepsi-Cola Playhouse : The Unblushing Bride (temporada 2 episodio 16)
- 1955 : City detective : Desert Ice (temporada 2 episodio 17)
- 1955 : The Star and the Story : Total Recall (temporada 1 episodio 8)
- 1955 : It's a Great Life : The Night Watchman (temporada 1 episodio 26)
- 1955 : Big Town : Firetrap (temporada 5 episodio 25)
- 1955 : Yo Amo a Lucy : Don Juan and the Starlets (temporada 4 episodio 17)
- 1955 : Yo Amo a Lucy : Hollywood Anniversary (temporada 4 episodio 23)
- 1955 : Stage 7 : To Kill a Man (temporada 1 episodio 6)
- 1955 : Stage 7 : Armed (temporada 1 episodio 14)
- 1955 : Soldiers of Fortune : Old Lady's Mine (temporada 1 episodio 7)
- 1955 : Soldiers of Fortune : Run 'Till You Die (temporada 1 episodio 23)
- 1955 : The Millionaire : The Jerome Wilson Story (temporada 2 episodio 8)
- 1955 : Matinee Theatre : The House on Wildwood Lane (temporada 1 episodio 6)
- 1955 : The George Burns and Gracie Allen Show : George and the Missing Five Dollars and Missing Baby Pictures (temporada 5 episodio 21)
- 1955 : Four Star Playhouse : The Executioner (temporada 3 episodio 36)
- 1955 : The George Burns and Gracie Allen Show : Gracie Hires a Safecracker for Her Wall Safe (temporada 5 episodio 29)
- 1955 : Schlitz Playhouse of Stars : Wild Call (temporada 4 episodio 54)
- 1955 : Navy Log : The Frogmen (temporada 1 episodio 1)
- 1955 : Letter to Loretta : Christmas Stopover (temporada 3 episodio 17)
- 1956 : Matinee Theatre : The Century Plant (temporada 1 episodio 52)
- 1956 : Fury : The Choice (temporada 1 episodio 17)
- 1956 : Four Star Playhouse : Command (temporada 4 episodio 19)
- 1956 : Passport to Danger
- 1956 : Jane Wyman Presents The Fireside Theatre : An Echo Out of the Past (temporada 1 episodio 28)
- 1956 : Schlitz Playhouse of Stars : Pattern for Pursuit (temporada 5 episodio 37)
- 1956 : Schlitz Playhouse of Stars : Repercussion (temporada 5 episodio 46)
- 1956 : The George Burns and Gracie Allen Show : The Newlyweds (temporada 6 episodio 27)
- 1956 : The George Burns and Gracie Allen Show : The Switchboard Operator (temporada 6 episodio 40)
- 1956 : The Adventures of Jim Bowie : Trapline (temporada 1 episodio 5)
- 1956 : The Adventures of Jim Bowie : Natchez Trace (temporada 1 episodio 7)
- 1956 : Wire Service : The Johnny Rath Story (temporada 1 episodio 4)
- 1956 : Science Fiction Theatre : Sun Gold (temporada 2 episodio 32)
- 1956 : Studio 57 : The Ballad of Jubal Pickett (temporada 3 episodio 13)
- 1956 : General Electric Theater : A Child Is Born (temporada 5 episodio 13)
- 1956 : Chevron Hall of Stars : Heart of a Dream
- 1956 : Cavalcade of America : The Jackie Jensen Story (temporada 4 episodio 20)
- 1956 : Broken Arrow : Battle at Apache Pass (temporada 1 episodio 2)
- 1956 : Letter to Loretta : Double Partners (temporada 4 episodio 1)
- 1956–1961 : Cheyenne : Mustang Trail (temporada 2 episodio 6)
- 1956 : Letter to Loretta : The Years Between (temporada 4 episodio 7)
- 1956 : Lassie : The Crop Duster (temporada 2 episodio 35)
- 1957 : Panic! : The Boy (temporada 1 episodio 3)
- 1957 : Cavalcade of America : Shark of the Mountain (temporada 5 episodio 27)
- 1957 : The People's Choice : The Late Husband (temporada 2 episodio 28)
- 1957 : Navy Log : Goal... Mach Two (temporada 2 episodio 30)
- 1957 : Crossroads : Convict 1321, Age 21 (temporada 2 episodio 32)
- 1957 : Official Detective : The Wristwatch (temporada 1 episodio 12)
- 1957 : Climax! : Trial by Fire (temporada 3 episodio 43)
- 1957 : The Silent Service : The Tigrone Sets a Record (temporada 1 episodio 8)
- 1957 : The Silent Service : The Nautilus Story (temporada 1 episodio 32)
- 1957 : The Thin Man : Unwelcome Alibi (temporada 1 episodio 14)
- 1957 : The Gray Ghost : The Rivals (temporada 1 episodio 22)
- 1957 : Trackdown : Look for the Woman (temporada 1 episodio 10)
- 1957 : Dick Powell's Zane Grey Theatre : Village of Fear (temporada 1 episodio 21)
- 1958 : Broken Arrow : Water Witch (temporada 2 episodio 15)
- 1957 : State Trooper : The One That Didn't Get Away (temporada 1 episodio 26)
- 1957 : Richard Diamond : The Chess Player (temporada 1 episodio 8)
- 1957 : Wagon Train : The Ruth Owens Story (temporada 1 episodio 4)
- 1957 : Letter to Loretta : So Bright a Light (temporada 4 episodio 27)
- 1957 : Letter to Loretta : The Defense (temporada 5 episodio 2)
- 1958 : State Trooper  : Cable Car to Tombstone (temporada 2 episodio 9)
- 1958 : Alcoa Theatre : Even a Thief Can Dream (temporada 1 episodio 12)
- 1958 : Meet McGraw : The Diamond (temporada 1 episodio 40)
- 1958 : Perry Mason : The Case of the Corresponding Corpse (temporada 2 episodio 1)
- 1958 : Trackdown : Trapped (temporada 2 episodio 6)
- 1958 : The Donna Reed Show : Three-Part Mother (temporada 1 episodio 7)
- 1958 : Flight : Final Approach (temporada 1 episodio 17)
- 1958 : Westinghouse Desilu Playhouse : The Night the Phone Rang (temporada 1 episodio 8)
- 1958 : The Texan : The Lord Will Provide (temporada 1 episodio 14)
- 1958 : Wanted: Dead or Alive : Ricochet (temporada 1 episodio 12)
- 1958 : The Life and Legend of Wyatt Earp : Big Brother Virgil (temporada 3 episodio 28)
- 1958 : M Squad : Guilty Alibi (temporada 1 episodio 31)
- 1959 : Border Patrol : Rocky Mountain Story (temporada 1 episodio 17)
- 1959 : Rescue 8 : Tower of Hate (temporada 1 episodio 31)
- 1959 : Mike Hammer : Swing Low, Sweet Harriet (temporada 2 episodio 16)
- 1959 : 21 Beacon Street : The Execution (temporada 1 episodio 6)
- 1959 : The Life and Legend of Wyatt Earp : Arizona Comes to Dodge (temporada 4 episodio 37)
- 1959 : The Life and Legend of Wyatt Earp : Dodge City: Hail and Farewell (temporada 5 episodio 1)
- 1959 : The Life and Legend of Wyatt Earp : The Trail to Tombstone (temporada 5 episodio 2)
- 1959 : M Squad : Ten Minutes to Doomsday (temporada 3 episodio 1)
- 1959 : Richard Diamond : The Runaway (temporada 3 episodio 23)
- 1959 : Men Into Space : Moonquake (temporada 1 episodio 6)
- 1959 : Death Valley Days : The Reluctant Gun (temporada 8 episodio 13)
- 1959 : Special Agent 7 : The Lady from Louisville (temporada 1 episodio 5)
- 1959 : Intriga en Hawái : Malihini Holiday (temporada 1 episodio 1)
- 1959 : Markham : The Duelists (temporada 1 episodio 12)
- 1959 : Alcoa Presents: One Step Beyond : Emergency Only (temporada 1 episodio 3)
- 1959 : Rawhide : Incident of the Dog Days (temporada 1 episodio 14)
- 1959 : Lock Up : The Failure (temporada 1 episodio 4)
- 1960 : Pony Express : The Theft (temporada 1 episodio 20)
- 1960 : Markham : The Ambitious Wife (temporada 1 episodio 32)
- 1960 : Maverick : The White Widow (temporada 3 episodio 19)
- 1960 : Alcoa Presents: One Step Beyond : Who Are You? (temporada 2 episodio 20)
- 1960 : Dick Powell's Zane Grey Theatre : The Sunday Man (temporada 4 episodio 21)
- 1960 : Mr. Lucky : I Bet Your Life (temporada 1 episodio 24)
- 1960 : Colt .45 : Chain of Command (temporada 3 episodio 17)
- 1960 : The Ann Sothern Show : Doubting Devery (temporada 2 episodio 29)
- 1960 : Tightrope : A Matter of Money (temporada 1 episodio 36)
- 1960 : The Chevy Mystery Show : Fear Is the Parent (temporada 1 episodio 5)
- 1960 : Lock Up : Flying High (temporada 2 episodio 4)
- 1960 : Michael Shayne : Call for Michael Shayne (temporada 1 episodio 5)
- 1960 : The Rebel : Land (temporada 1 episodio 20)
- 1960 : The Rebel : Explosion (temporada 2 episodio 11)
- 1960 : Assignment underwater : The Medal (temporada 1 episodio 16)
- 1960 : Stagecoach west : By the Deep Six (temporada 1 episodio 12)
- 1960 : Laramie : Three Rode West (temporada 2 episodio 3)
- 1960 : Leave It to Beaver : Wally's Election (temporada 3 episodio 19)
- 1960 : Remous : The Catalyst (temporada 3 episodio 32)
- 1960 : Cheyenne : Alibi for the Scalped Man (temporada 4 episodio 12)
- 1960 : Lassie : The Maverick (temporada 6 episodio 19)
- 1960 : Gunsmoke : Groat's Grudge (temporada 5 episodio 17)
- 1960 : Gunsmoke : The Lady Killer (temporada 5 episodio 32)
- 1961 : Leave It to Beaver : Teacher's Daughter (temporada 4 episodio 15)
- 1961 : Letter to Loretta : Enter at Your Own Risk (temporada 8 episodio 14)
- 1961 : Wanted: Dead or Alive : The Last Retreat (temporada 3 episodio 16)
- 1961 : Thriller : The Merriweather File (temporada 1 episodio 21)
- 1961 : The Barbara Stanwyck Show : Shock (temporada 1 episodio 22)
- 1961 : Los Intocables : Testimony of Evil (temporada 2 episodio 23)
- 1961 : The Best of the Post : Off the Set (temporada 1 episodio 22)
- 1961 : Sugarfoot : Trouble at Sand Springs (temporada 4 episodio 9)
- 1961 : The Case of the Dangerous Robin : The Patient Died (temporada 1 episodio 29)
- 1961 : The Asphalt Jungle : The Last Way Out (temporada 1 episodio 6)
- 1961 : Angel : The Trailer (temporada 1 episodio 29)
- 1961 : Gunn : Last Resort (temporada 3 episodio 31)
- 1961 : Remous : Point of No Return (temporada 4 episodio 1)
- 1961 : Remous : The Destroyers (temporada 4 episodio 3)
- 1961 : Remous : Vital Error (temporada 4 episodio 4)
- 1961 : Remous : Rescue (temporada 4 episodio 7)
- 1961 : Remous : Starting Signal (temporada 4 episodio 35)
- 1961 : Cheyenne : Winchester Quarantine (temporada 6 episodio 1)
- 1961 : Intriga en Hawái : The Queen from Kern County (temporada 3 episodio 9)
- 1961 : Laramie : Widow in White (temporada 2 episodio 33)
- 1961 : Laramie : Handful of Fire (temporada 3 episodio 10)
- 1961 : The Jack Benny Program : Jack Goes to the Vault (temporada 11 episodio 12)
- 1961 : The Jack Benny Program : Tennessee Ernie Ford Show (temporada 12 episodio 5)
- 1961 : The Jack Benny Program : Jack Goes to Cafeteria (temporada 12 episodio 8)
- 1961 : The Andy Griffith Show : The Clubmen (temporada 2 episodio 10)
- 1961 : Bonanza : The Thunderhead Swindle (temporada 2 episodio 30)
- 1962 - 1971 : El virginiano : 61 episodios
- 1962 : Cain's Hundred : Take a Number (temporada 1 episodio 15)
- 1962 : The Rifleman : Gunfire (temporada 4 episodio 16)
- 1962 : Checkmate : The Sound of Nervous Laughter (temporada 2 episodio 18)
- 1962 : Wagon Train : The Jeff Hartfield Story (temporada 5 episodio 20)
- 1962 : Rawhide : Incident of the Greedy Town (temporada 4 episodio 19)
- 1962 : National Velvet : Mi's Citizenship (temporada 2 episodio 23)
- 1962 : Target: The Corruptors : The Malignant Hearts (temporada 1 episodio 25)
- 1962 : Surfside 6 : Elegy for a Bookkeeper (temporada 2 episodio 28)
- 1962 : Going My Way : Mr. Second Chance (temporada 1 episodio 9)
- 1962 : Saints and Sinners : A Servant in the House of My Party (temporada 1 episodio 7)
- 1962 : Saints and Sinners : Judith Was a Lady (temporada 1 episodio 11)
- 1962 : Sam Benedict : Hear the Mellow Wedding Bells (temporada 1 episodio 8)
- 1962 : The Dick Powell Show : The Big Day (temporada 2 episodio 13)
- 1962 : Sam Benedict : Too Many Strangers (temporada 1 episodio 13)
- 1962 : The Jack Benny Program : Police Station Show (temporada 12 episodio 16)
- 1962 : The Jack Benny Program : Alexander Hamilton Story (temporada 12 episodio 20)
- 1962 : The Jack Benny Program : Shari Lewis Show (temporada 12 episodio 21)
- 1962 : The Jack Benny Program : Modern Prison Sketch (temporada 12 episodio 25)
- 1963 : Dr. Kildare : Jail Ward (temporada 2 episodio 19)
- 1963 : The Dakotas : Trial at Grand Forks (temporada 1 episodio 12)
- 1963 : Sam Benedict : Seventeen Gypsies and a Sinner Named Charlie (temporada 1 episodio 24)
- 1963 : Sam Benedict : Season for Vengeance (temporada 1 episodio 28)
- 1963 - 1965 : General Hospital : Lee Baldwin
- 1963 : Arrest and Trial : Isn't It a Lovely View (temporada 1 episodio 2)
- 1963 : The Jack Benny Program : Jack Fires Don (temporada 13 episodio 24)
- 1963 : The Twilight Zone : Death Ship (temporada 4 episodio 6)
- 1963 : The Jack Benny Program : Dennis Drives Jack to the Hospital (temporada 14 episodio 10)
- 1963 : The Alfred Hitchcock Hour : Blood Bargain (temporada 2 episodio 5)
- 1963 :  Mr. Novak : X Is the Unknown Factor (temporada 1 episodio 4)
- 1964 : The Jack Benny Program : Jack Renews Driver's License (temporada 14 episodio 24)
- 1964 : The Jack Benny Program : Jack Goes to the Allergy Doctor (temporada 14 episodio 26)
- 1964 :  Mr. Novak : One Monday Afternoon (temporada 2 episodio 5)
- 1964 : Gomer Pyle: USMC : Pay Day (temporada 1 episodio 6)
- 1964 : Petticoat Junction : My Dog the Actor (temporada 2 episodio 6)
- 1964 : Harris Against the World : Harris Against Aunt Cora (temporada 1 episodio 7)
- 1964 : The Dick Van Dyke Show : The Brave and the Backache (temporada 3 episodio 20)
- 1964 : Hazel : Mix-Up on Marshall Road (temporada 4 episodio 10)
- 1965 : El fugitivo : Masquerade (temporada 2 episodio 26)
- 1965 : The Smothers Brothers Show : There's Something About a Sailor (temporada 1 episodio 1)
- 1965 : The Dick Van Dyke Show : Uhny Uftz (temporada 5 episodio 3)
- 1965 : Mister Ed : Love and the Single Horse (temporada 6 episodio 5)
- 1965 : The Andy Griffith Show : The Taylors in Hollywood (temporada 6 episodio 8)
- 1965 : The Lucy Show : Lucy and the Return of Iron Man (temporada 4 episodio 11)
- 1965 : The Long, Hot Summer : Track the Man Down (temporada 1 episodio 14)
- 1966 : Tammy : Larnin' Works Wonders (temporada 1 episodio 22)
- 1966 : Combat! : The Flying Machine (temporada 4 episodio 24)
- 1966 : Twelve O'Clock High : Cross-Hairs on Death (temporada 2 episodio 27)
- 1966 : A Man Called Shenandoah : Requiem for the Second (temporada 1 episodio 32)
- 1966 : El túnel del tiempo : One Way to the Moon
- 1966 : The F.B.I. : The Divided Man (temporada 1 episodio 25)
- 1966 : The F.B.I. : The Escape (temporada 2 episodio 2)
- 1966 : Bonanza : The Trouble with Jamie (temporada 7 episodio 25)
- 1967 : El túnel del tiempo : Visitors from Beyond the Stars
- 1967 : Pistols 'n' Petticoats : The Taming of Sorry Water (temporada 1 episodio 24)
- 1967 : Los invasores : Moonshot (temporada 1 episodio 15)
- 1967 : Los invasores : Summit Meeting - Parte 1) (temporada 2 episodio 9)
- 1967 : Felony Squad : A Blueprint for Dying (temporada 1 episodio 27)
- 1967 : Felony Squad : The Counterfeit Cop (temporada 2 episodio 2)
- 1967 : Felony Squad : The 30-Gram Kill (temporada 2 episodio 4)
- 1967 : The F.B.I. : The Executioners: Parte 2 (temporada 2 episodio 26)
- 1967 : The F.B.I. : A Sleeper Wakes (temporada 3 episodio 7)
- 1968 : Los invasores : Counter-Attack( temporada 2 episodio 18)
- 1968 : I Spy : Turnabout for Traitors (temporada 3 episodio 19)
- 1968 : Audacia es el juego : Fear of High Places (temporada 1 episodio 1)
- 1968 : The Outsider : A Time to Run (temporada 1 episodio 6)
- 1968 : Felony Squad : The Flip Side of Fear: Parte 1 (temporada 2 episodio 18)
- 1968 : Felony Squad : The Flip Side of Fear: Parte 2 (temporada 2 episodio 19)
- 1968 : Felony Squad : Kiss Me, Kill You (temporada 3 episodio 5)
- 1968 : The Wild Wild West : The Night of the Avaricious Actuary (temporada 4 episodio 11)
- 1968 : The F.B.I. : Homecoming (temporada 3 episodio 18)
- 1969 : Lassie : No Margin for Error (temporada 16 episodio 4)
- 1969 : Ironside : Not With a Whimper, But a Bang) (temporada 2 episodio 26)
- 1969 : The F.B.I. : The Patriot (temporada 4 episodio 19)
- 1969 : The Mod Squad : Fear Is the Bucking Horse (temporada 1 episodio 17)
- 1969 : The Mod Squad : Peace Now - Arly Blau (temporada 1 episodio 25)
- 1969 : The Mod Squad : The Debt (temporada 2 episodio 14)
- 1970 : Adam-12 : Log 24: A Rare Occasion (temporada 2 episodio 17)
- 1970 : The Doris Day Show : Doris Hires a Millionaire: Parte 1 (temporada 2 episodio 20)
- 1970 : The Doris Day Show : Doris Hires a Millionaire: Parte 2 (temporada 2 episodio 21)
- 1970 : The Mod Squad : See the Eagles Dying (temporada 3 episodio 2)
- 1970 : Ironside : Tom Dayton Is Loose Among Us (temporada 3 episodio 26)
- 1971 : Ironside : In the Line of Duty (temporada 5 episodio 5)
- 1971 : Sarge : A Company of Victims (temporada 1 episodio 11)
- 1971 : O'Hara, U.S. Treasury : Operation: Moonshine (temporada 1 episodio 13)
- 1971 : Owen Marshall, Counselor at Law : Until Proven Innocent (temporada 1 episodio 12)
- 1971 : The Mod Squad : Exit the Closer (temporada 4 episodio 9)
- 1972 : Cannon : Blood On the Vine (temporada 1 episodio 19)
- 1972 : Owen Marshall, Counselor at Law : Shine a Light on Me (temporada 1 episodio 19)
- 1972 :  Misión: Imposible : Tod-5 (temporada 7 episodio 5)
- 1972 : The New Dick Van Dyke Show : Headaches (temporada 2 episodio 6)
- 1972 : The F.B.I. : The Engineer (temporada 8 episodio 7)
- 1973 : Bonanza : The Witness (temporada 14 episodio 13)
- 1973 : Kung fu : An Eye for An Eye (temporada 1 episodio 5)
- 1973 : The Mod Squad : Scion of Death (temporada 5 episodio 20)
- 1973 : Marcus Welby, M.D. : For Services Rendered (temporada 5 episodio 3)
- 1973 : Perry Mason : The Case of the Cagey Cager (episodio 9)
- 1973 : Emergency! : Audit (temporada 2 episodio 21)
- 1973 : Griff : Hammerlock (temporada 1 episodio 10)
- 1973 : Emergency! : The Old Engine (temporada 3 episodio 2)
- 1973 : Barnaby Jones : Perchance to Kill (temporada 1 episodio 5)
- 1973 : Barnaby Jones : Echo of a Murder (temporada 2 episodio 3)
- 1974 : Here's Lucy : Lucy, the Sheriff (temporada 6 episodio 18)
- 1974 : Chopper One : The Drop (temporada 1 episodio 6)
- 1974 : Gunsmoke : The Tarnished Badge (temporada 20 episodio 9)
- 1974 : Emergency! : Gossip (temporada 4 episodio 3)
- 1974 : Barnaby Jones : Dead Man's Run (temporada 3 episodio 2)
- 1975 : S.W.A.T. : A Coven of Killers (temporada 1 episodio 3)
- 1975 : Columbo : Forgotten Lady (temporada 5 episodio 1)
- 1975 : Shazam! : Double Trouble (temporada 2 episodio 4)
- 1975 : Emergency! : One of Those Days (temporada 5 episodio 9)
- 1975 : Barnaby Jones : Blood Relations (temporada 4 episodio 11)
- 1975 : Ellery Queen : Too Many Suspects
- 1975 : The Blue Knight : Two to Make Deadly (temporada 1 episodio 1)
- 1976 : Phyllis : Boss or Buddy or Both or Neither (temporada 2 episodio 5)
- 1976 : Switch : Before The Holocaust (temporada 1 episodio 19)
- 1976 : The Bionic Woman : The Jailing of Jaime (temporada 1 episodio 12)
- 1976 : The Blue Knight : Everybody Needs a Little Attention (temporada 1 episodio 13)
- 1977 : Wonder Woman : The Deadly Toys (temporada 2 episodio 12)
- 1980 : Lou Grant : Nightside (temporada 4 episodio 1)
- 1980 : Los Dukes de Hazzard : Baa, Baa White Sleep (temporada 3 episodio 8)
- 1980 : The Waltons : The Remembrance (temporada 8 episodio 18)
- 1981 : Dallas : Full circle (temporada 4 episodio 22)
- 1982 : Little House on the Prairie : The Empire Builders (temporada 9 episodio 9)
- 1983 : The A-Team : There's Always a Catch (temporada 2 episodio 9)
- 1985 : Alfred Hitchcock presenta : "An Unlocked Window"

#### Telefilmes
- 1955 : David Hartman: Counterspy, de Jus Addiss
- 1961 : The Adventures of Superboy, de George Blair
- 1963 : FBI Code 98, de Leslie H. Martinson
- 1970 : Crowhaven Farm, de Walter Grauman
- 1970 : Breakout, de Richard Irving
- 1971 : Paper Man de Walter Grauman
- 1971 : See the Man Run, de Corey Allen
- 1971 : The Trackers, de Earl Bellamy
- 1972 : The Longest Night, de Jack Smight
- 1972 : The Victim, de Herschel Daugherty
- 1973 :  Runaway!, de David Lowell Rich
- 1973 : Linda, de Jack Smight
- 1978 : Doctors' Private Lives, de Steven Hilliard Stern
- 1980 : Bogie, de Vincent Sherman